# Guerre macedoniche
Le guerre macedoniche sono state le quattro guerre combattute dai romani contro la Macedonia.

## Prima guerra macedonica (214-205 a.C.)
Nel 215 a.C. Filippo V, re di Macedonia, intenzionato a procurarsi uno sbocco sul mar Adriatico e imbaldanzito dalla sconfitta subita da Roma a Canne, stipulò un'alleanza con il generale cartaginese Annibale durante la seconda guerra punica, nel momento in cui Roma si trovava in grave difficoltà, dato che Annibale era penetrato in profondità nel territorio romano. Il patto stretto tra Filippo ed Annibale si proponeva l'espulsione dei romani dal loro protettorato sulle coste orientali dell'Adriatico. Non è però escluso che Filippo avesse mire espansionistiche in Italia, idea che spaventò i romani, che temettero che il re macedone potesse portare truppe nella penisola in aiuto di Annibale.
Nel 214 a.C. il console Marco Valerio Levino guidò un piccolo contingente militare romano sulla costa illirica e poi strinse un'alleanza con la lega etolica, ostile a Filippo, e con Attalo I re di Pergamo (nell'Asia Minore nord-occidentale), che voleva espandere il proprio regno nel mar Egeo a scapito della Macedonia. La coalizione riuscì così a contenere le mire espansionistiche del re macedone, ma il pericolo rappresentato da Asdrubale costrinse i romani a ritirare parte delle truppe. La guerra si esaurì da sola e si giunse alla pace di Fenice del 205 a.C.: Filippo ottenne uno sbocco sull'Adriatico.

## Seconda guerra macedonica (200-197 a.C.)

Moneta raffigurante Filippo V di Macedonia (221 a.C. - 179 a.C.), recante l'iscrizione greca che recita: [moneta] di re Filippo. Risale al 208/207 a.C.

Nel 203 a.C. Filippo strinse un'alleanza con il re di Siria Antioco III e i due si impossessarono di molti possedimenti egiziani nell'Egeo. Ma nel fare ciò, Filippo assunse atteggiamenti aggressivi anche verso flotte e città greche, suscitando l'ira di Rodi, che sentì minacciate le proprie rotte commerciali.
Rodi si alleò con Attalo I, riuscendo a respingere gli attacchi macedoni, ma con gravissime perdite. Fu così che Attalo ed i Rodiesi si rivolsero a Roma, che, sebbene si stesse riprendendo dallo sforzo bellico sostenuto contro Cartagine, decise di intervenire perché spaventata dall'alleanza siriano-macedone (201 a.C.).
Nel 200 a.C. Roma inviò un ultimatum a Filippo, che lo respinse. Il Senato non osò però ordinare una coscrizione, visto che il popolo, ancora stremato dalla seconda guerra punica, si era mostrato riluttante ad accettare l'intervento militare contro Filippo.
I romani si rivolsero allora agli stati greci, che però non si fidarono molto visto l'atteggiamento tenuto dai romani nel precedente conflitto contro la Macedonia. Solo Atene rispose, ma l'apporto militare che questa città poteva dare a Roma era praticamente nullo. Roma poté poi contare sui Rodiesi e Attalo, dal 199 a.C. sugli Etoli e dal 198 a.C. anche sulla Lega achea. Un aiuto comunque di scarsa entità. Anche Filippo non navigava in acque migliori: ebbe l'aiuto solo della Tessaglia, nulla invece da Antioco di Siria, che non era obbligato ad aiutarlo. Le prime inconcludenti operazioni militari furono condotte dal console Publio Sulpicio Galba Massimo. Poi passarono a Tito Quinzio Flaminino.
Dopo aver rifiutato delle offerte di pace per lui svantaggiose, Filippo decise di giocarsi il tutto per tutto e si scontrò coi romani nel 197 a.C. nella battaglia di Cinocefale (località della Tessaglia), dove fu sconfitto dopo una battaglia molto dura. A Filippo fu lasciata la Macedonia, ma dovette pagare un'indennità di guerra, comunque modesta, ma soprattutto dovette consegnare tutta la flotta e ritirare guarnigioni e agenti diplomatici dalla Grecia, che fu risistemata nel suo assetto.
Nel 196 a.C. Flaminino proclamò la libertà della Grecia. Nel 194 a.C. lasciò la Grecia insieme alle legioni.

## Terza guerra macedonica (171-168 a.C.)

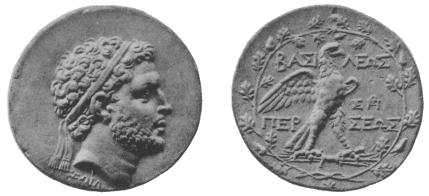
Moneta col ritratto di Perseo.

Insospettiti dalla politica di potenziamento militare e di interferenza in Grecia di Perseo, figlio di Filippo e nuovo re di Macedonia, i romani gli dichiararono guerra nel 171 a.C. avvisati da Eumene II di Pergamo, prendendo come pretesto degli attacchi sferrati dal sovrano contro tribù balcaniche amiche o alleate di Roma. Scoppiò così la terza guerra macedone.
Tuttavia la Repubblica romana tergiversò e si mostrò poco risoluta. In quello stesso anno Perseo sconfisse presso Larissa, in Tessaglia, l'avanguardia romana (battaglia di Callinicus). Tra alti e bassi, scaramucce e vittorie non decisive, si giunse al 168 a.C.: i romani sferrarono l'attacco sotto la guida del console Lucio Emilio Paolo, che affrontò e sconfisse la falange macedone di Perseo nella battaglia di Pidna. Dopo la sconfitta, il sovrano, tentata invano la fuga, si consegnò al nemico, mentre la Macedonia fu divisa in quattro repubbliche, ognuna delle quali amministrate da un'assemblea composta dai rappresentanti di città e villaggi. I rapporti possibili tra queste quattro repubbliche furono inoltre fortemente limitati.

## Quarta guerra macedonica (150-148 a.C.)
Nel 150 a.C. spuntò un certo Andrisco, che, affermando di essere figlio di Perseo e di voler ricostruire il regno macedone, radunò attorno a sé un esercito. Dopo degli iniziali successi, Andrisco fu battuto dal pretore Quinto Cecilio Metello Macedonico nel 148 a.C. e costretto a riparare in Tracia.
Nello stesso anno la Macedonia divenne una provincia romana, che includeva anche Epiro e Tessaglia.

## Ultimi conflitti
Nel 147 a.C. un certo Alessandro, definitosi Alessandro VI, si dichiarò a sua volta figlio di Perseo. Invase la Macedonia con un'armata dalla Tracia, e sempre Metello lo sconfisse nei pressi del fiume Mesta. Lo pseudo-Alessandro, poi, fuggì in Dardania.
Infine, nel 142 a.C. il pretendente Filippo tentò un'altra rivolta ma fu anche questa soppressa.